# Parco nazionale Fulufjället
Il parco nazionale Fulufjället è un parco nazionale della Svezia, nella contea di Dalarna, nei pressi della municipalità di Älvdalen. È stato istituito nel 2002 e occupa una superficie di 38.500 ha.
Fa parte del Protected Area Network Parks (PAN Parks), una rete di aree naturali non modificate dall'uomo in Europa creata nel 1987 dal WWF.

## Territorio
Il parco è caratterizzato da antiche foreste e canyon. Nella parte nord del parco nazionale si trovano i laghi Rörsjö. È l'habitat di Old Tjikko, uno degli abeti più vecchi del mondo.
All'interno del territorio del parco è presente la cascata di Njupeskär, che con una caduta libera di oltre 70 metri e un'altezza complessiva di circa 93 metri, è la più alta cascata della Svezia.

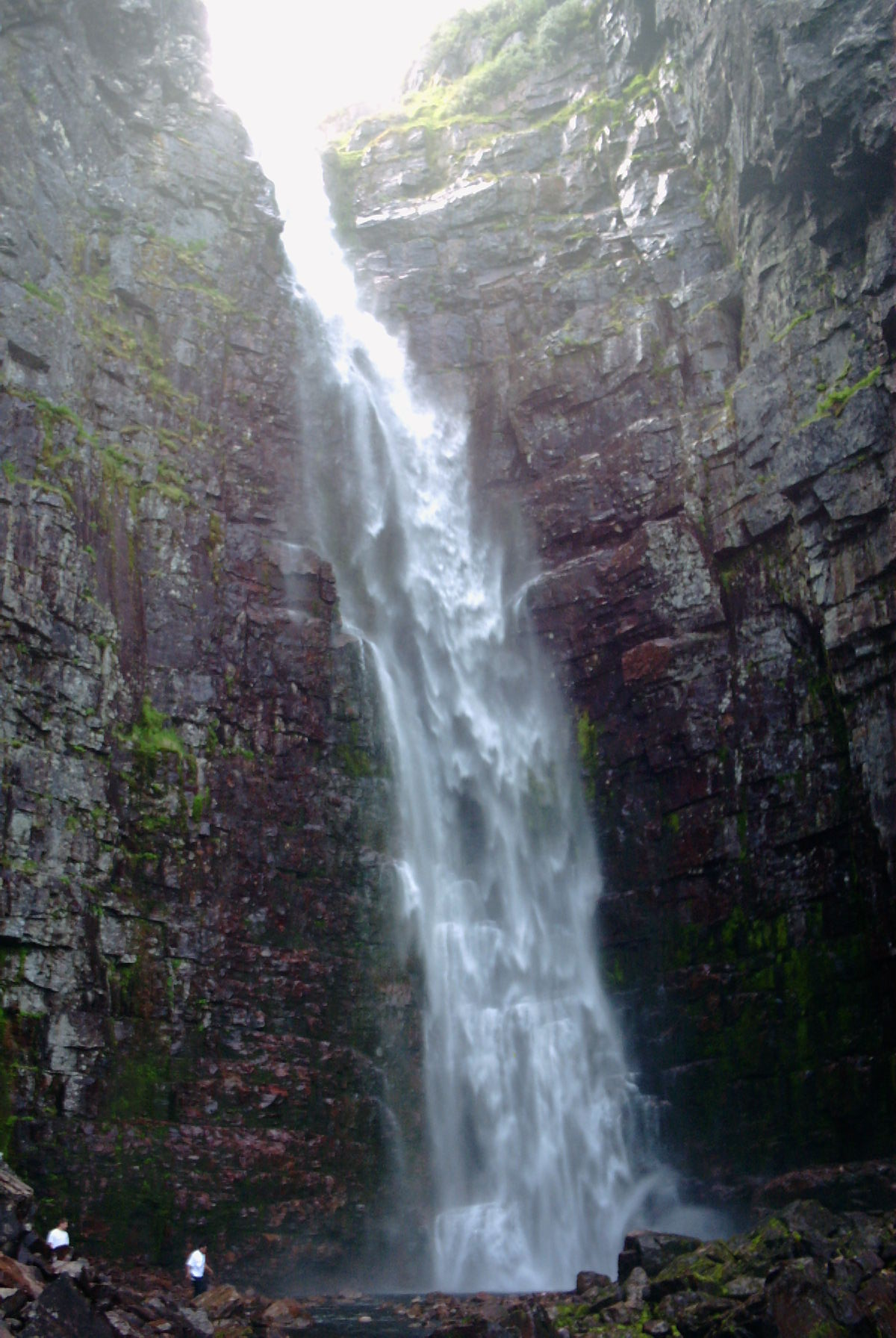
Njupeskär waterfall
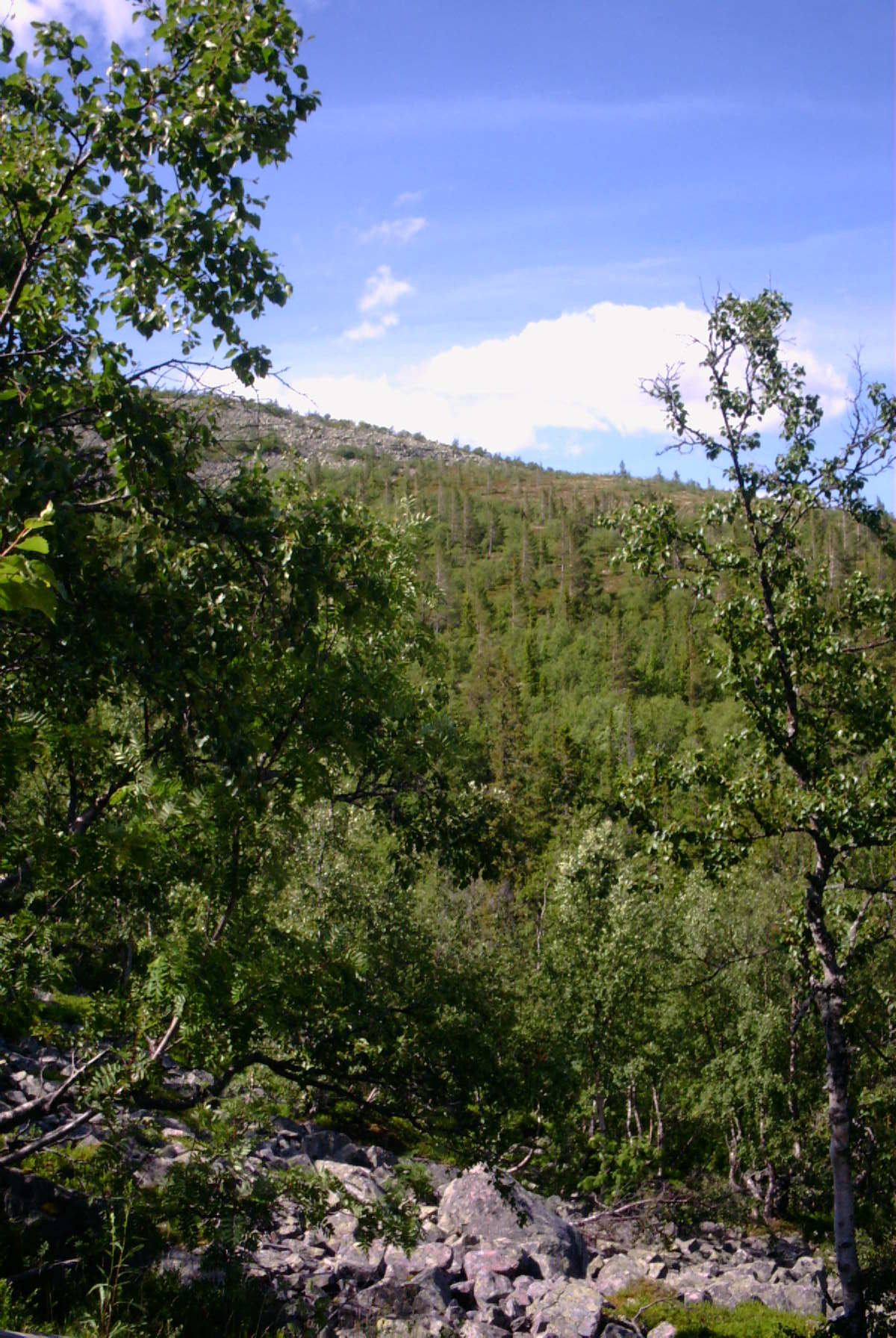
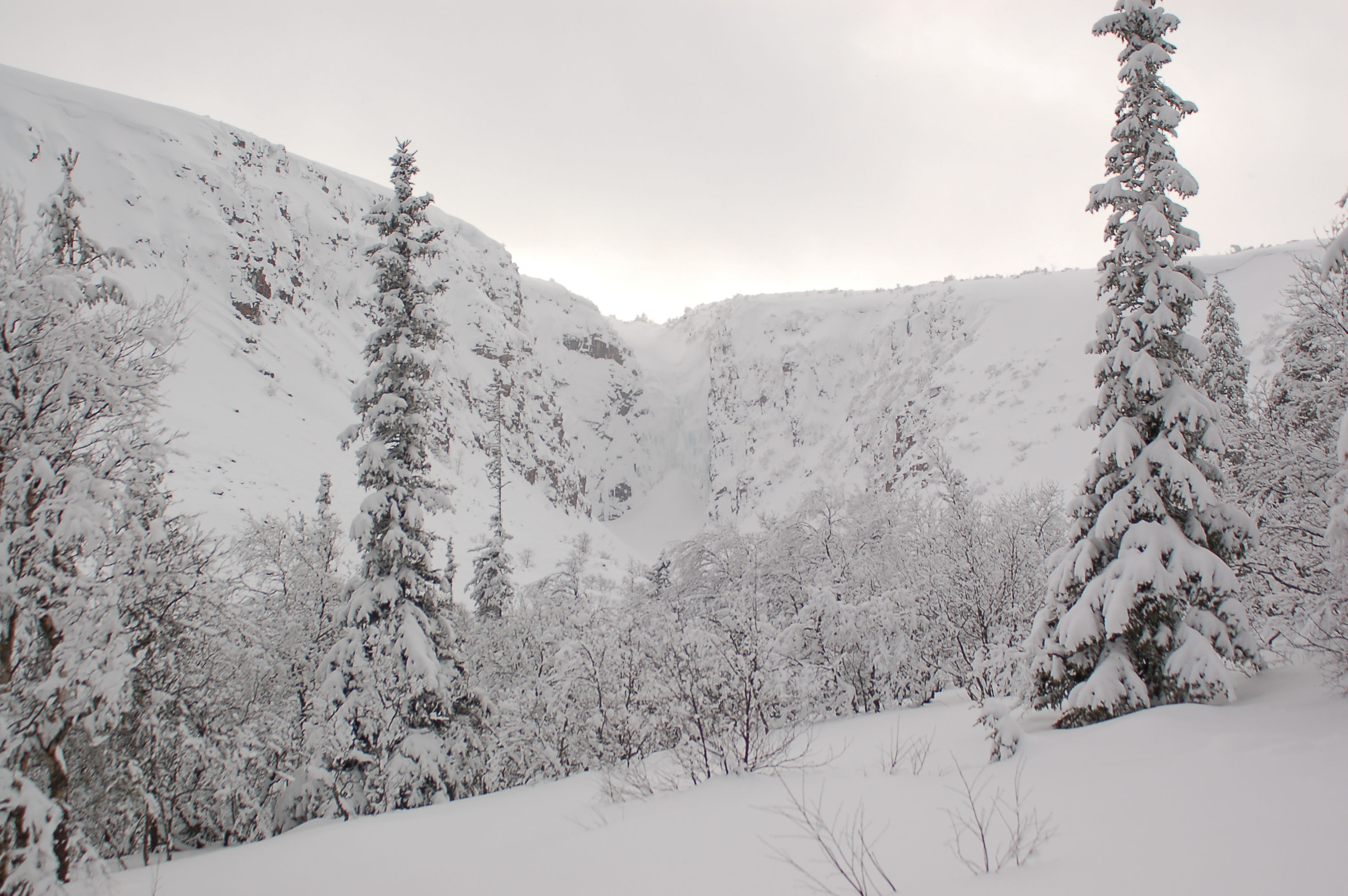
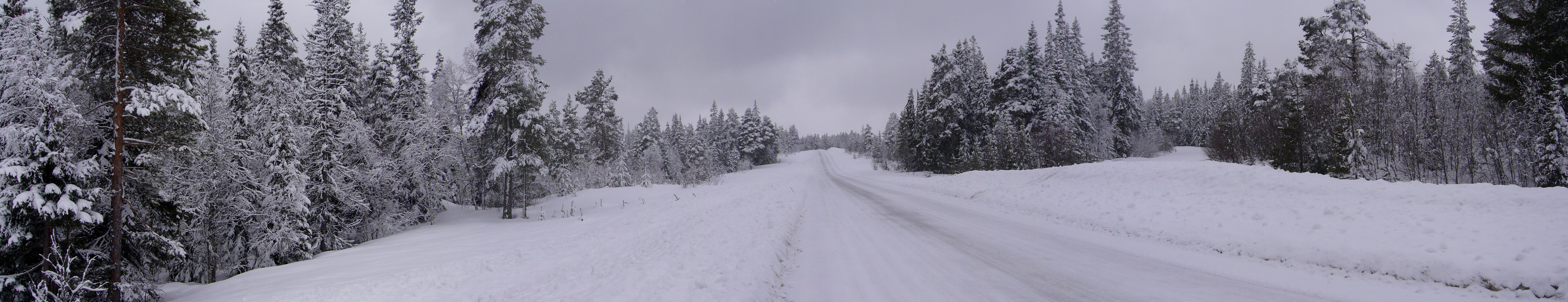
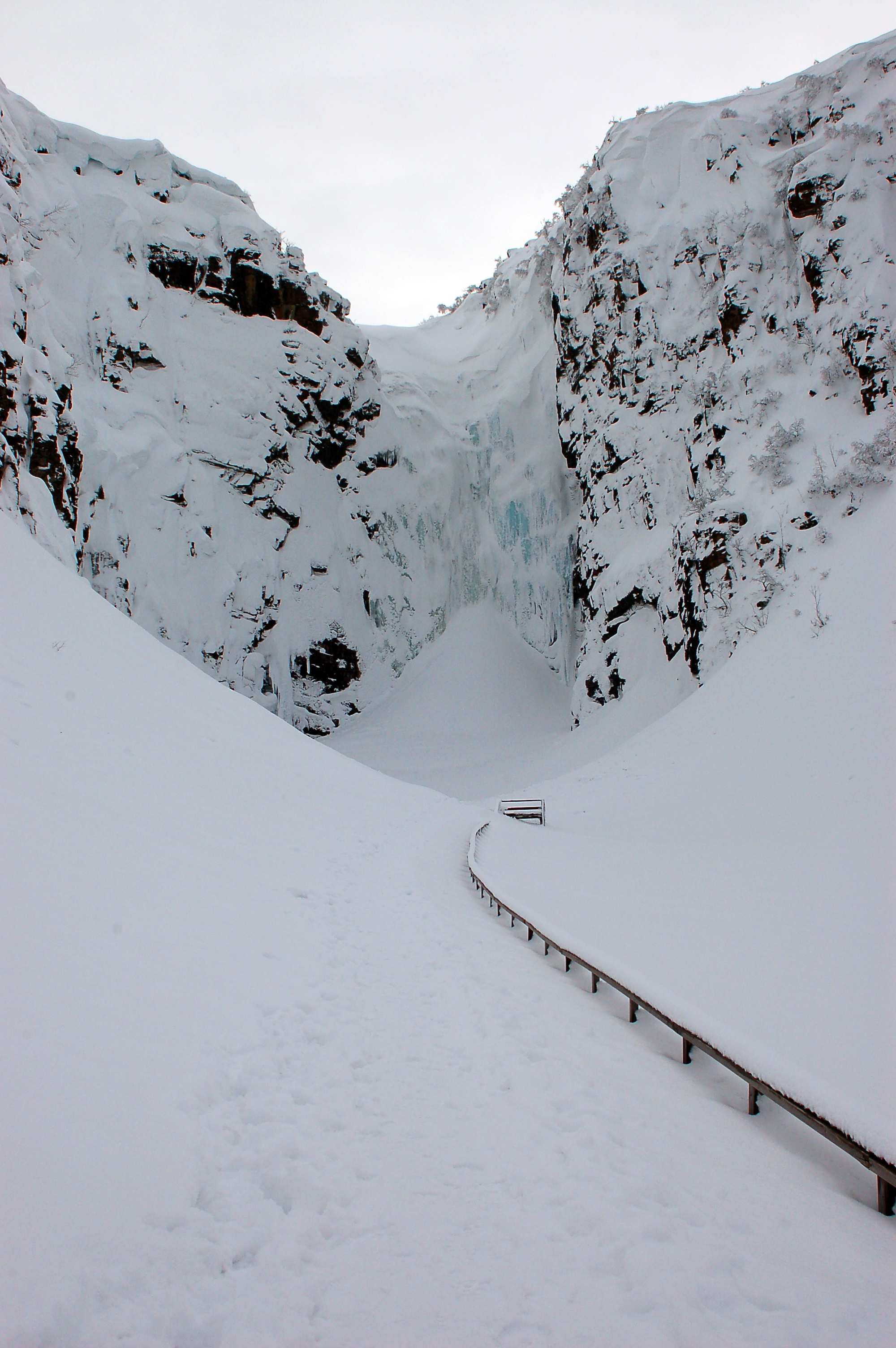
Njupeskär
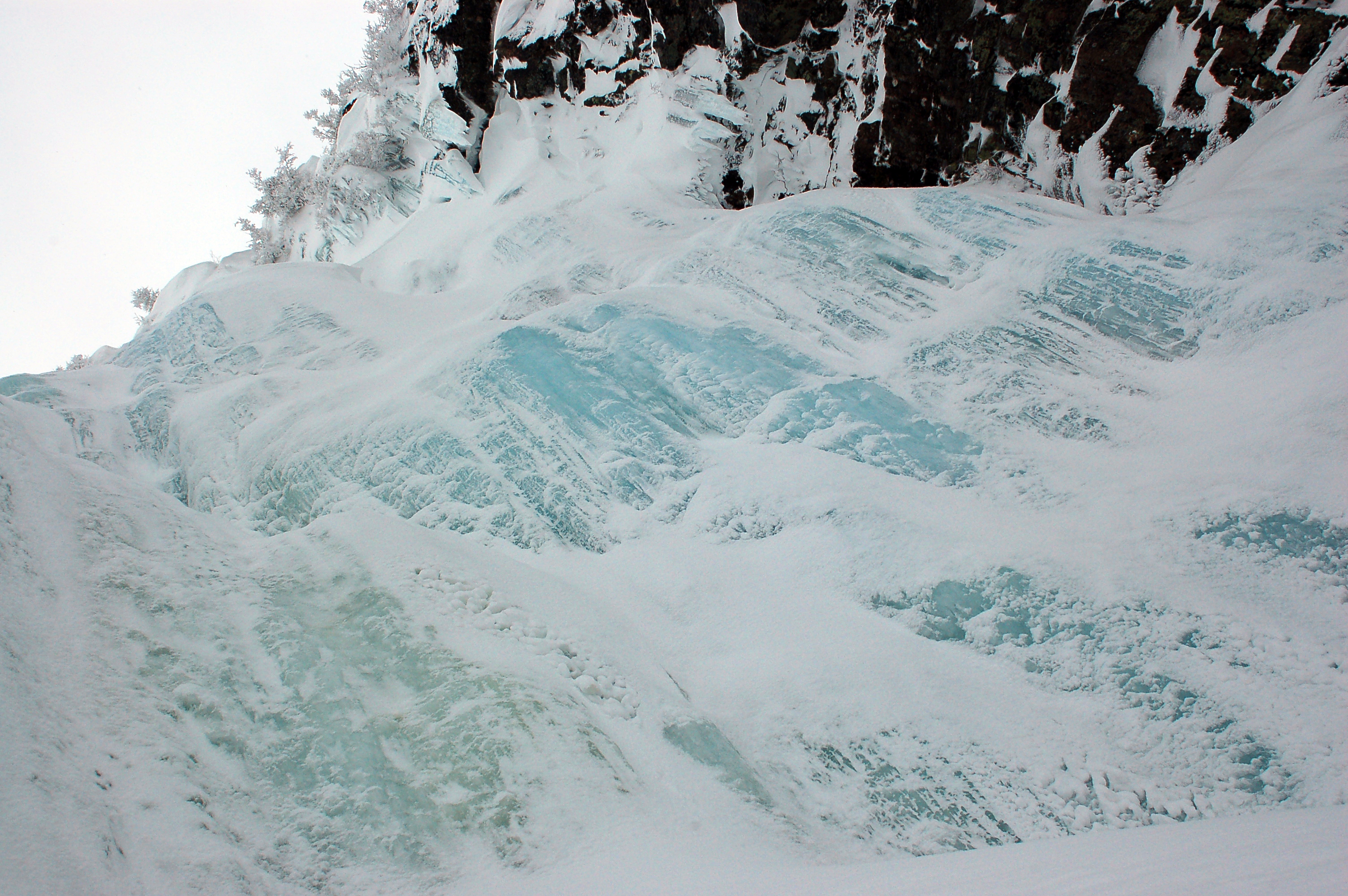
Njupeskär
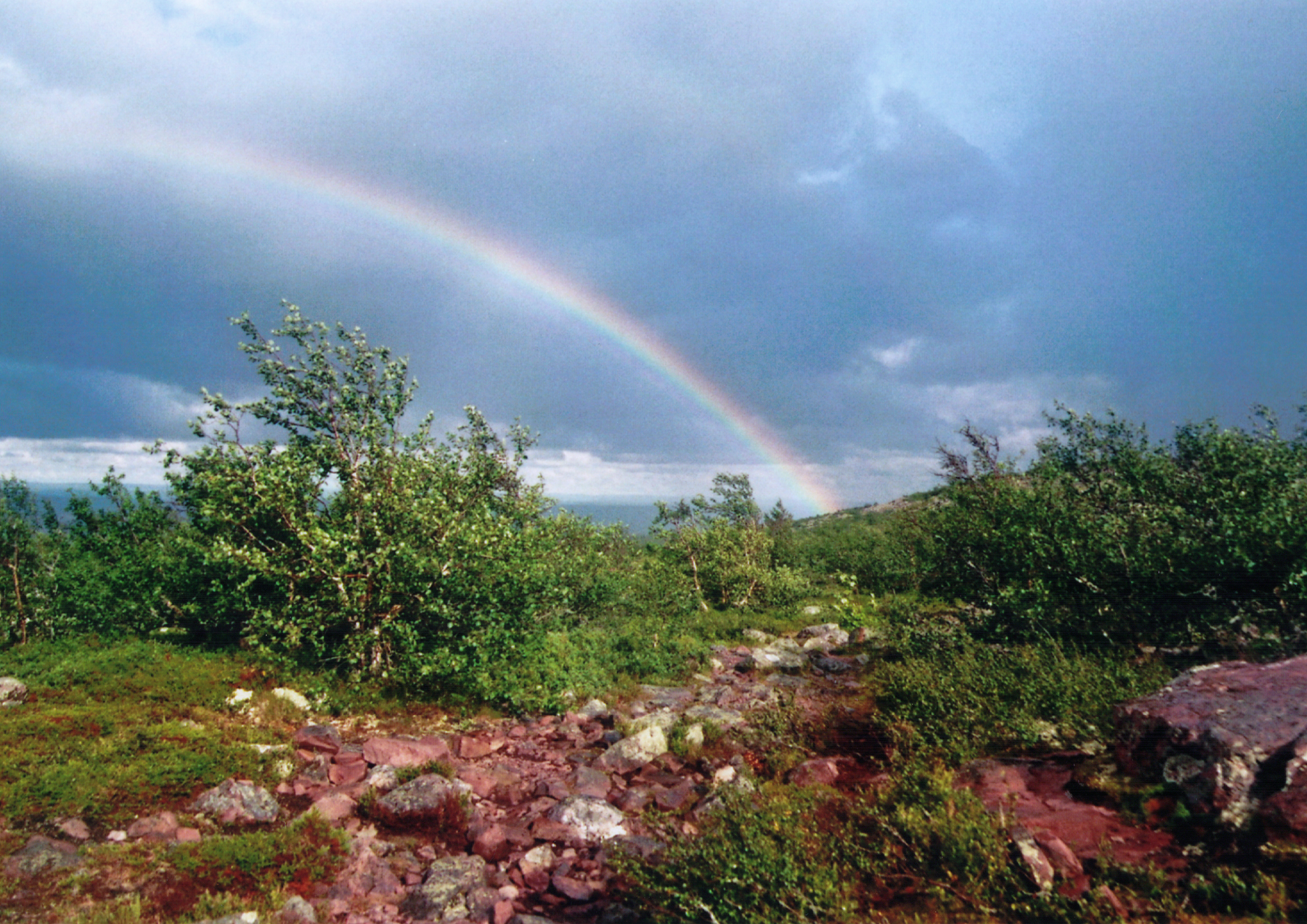
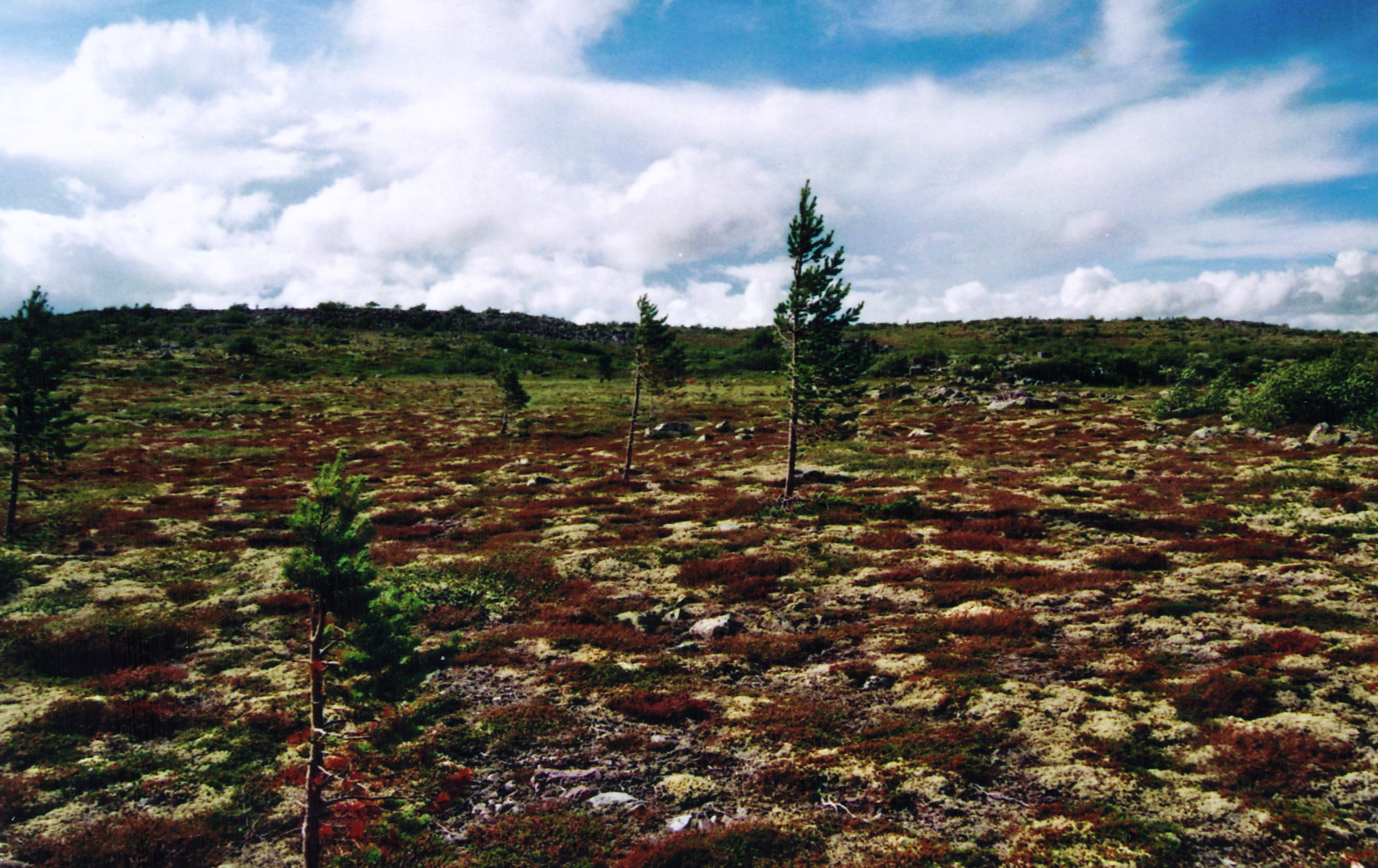
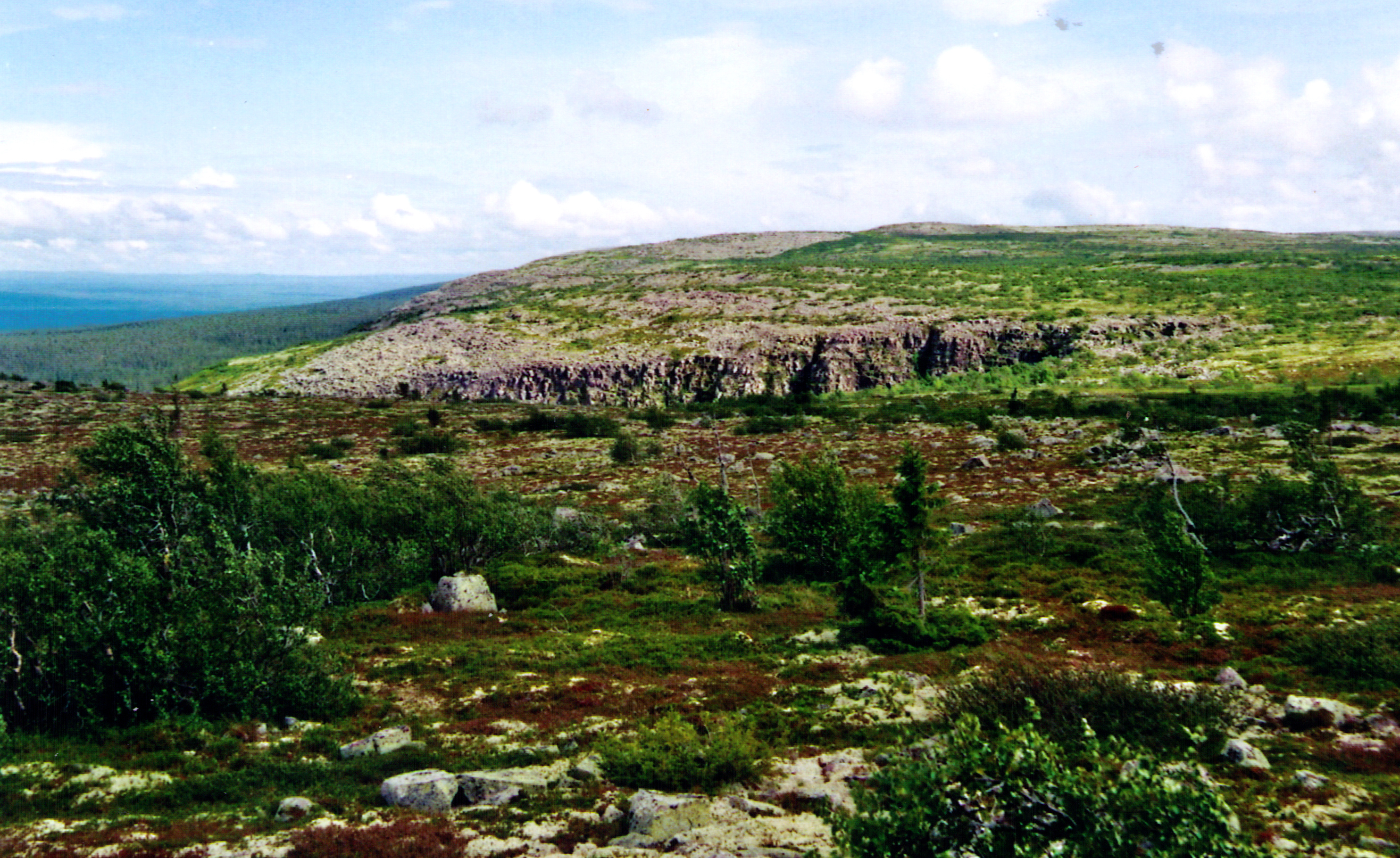
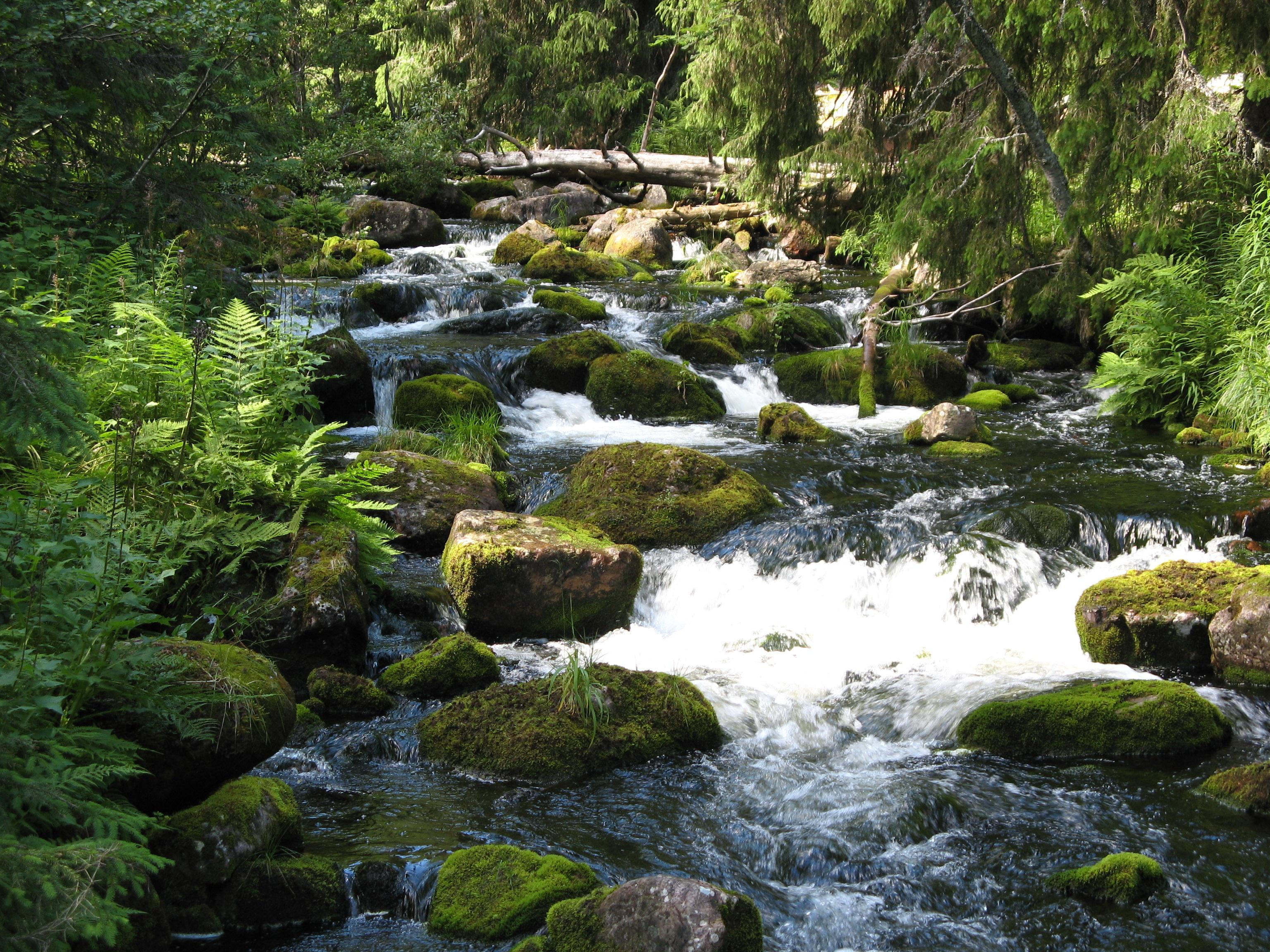
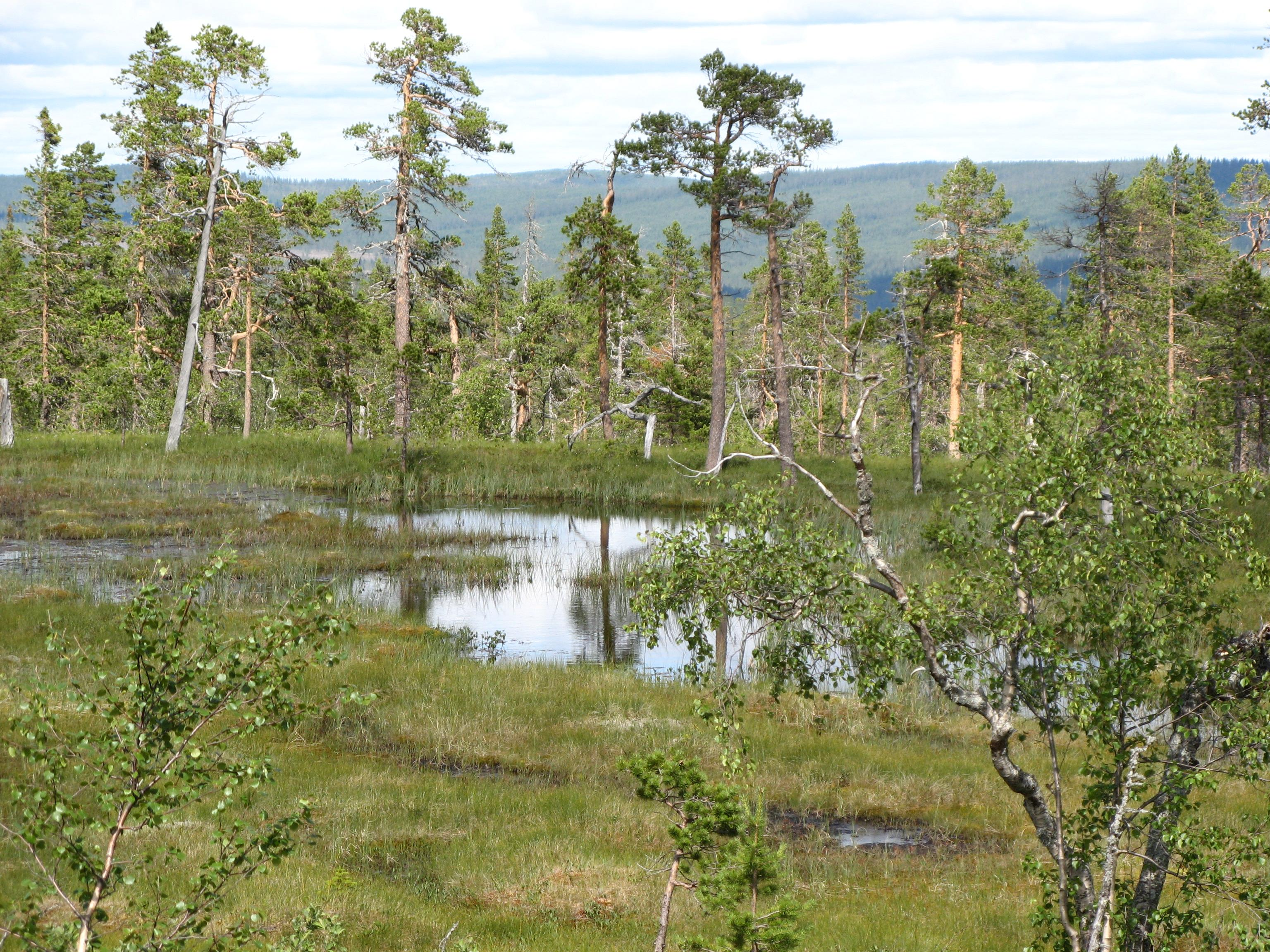
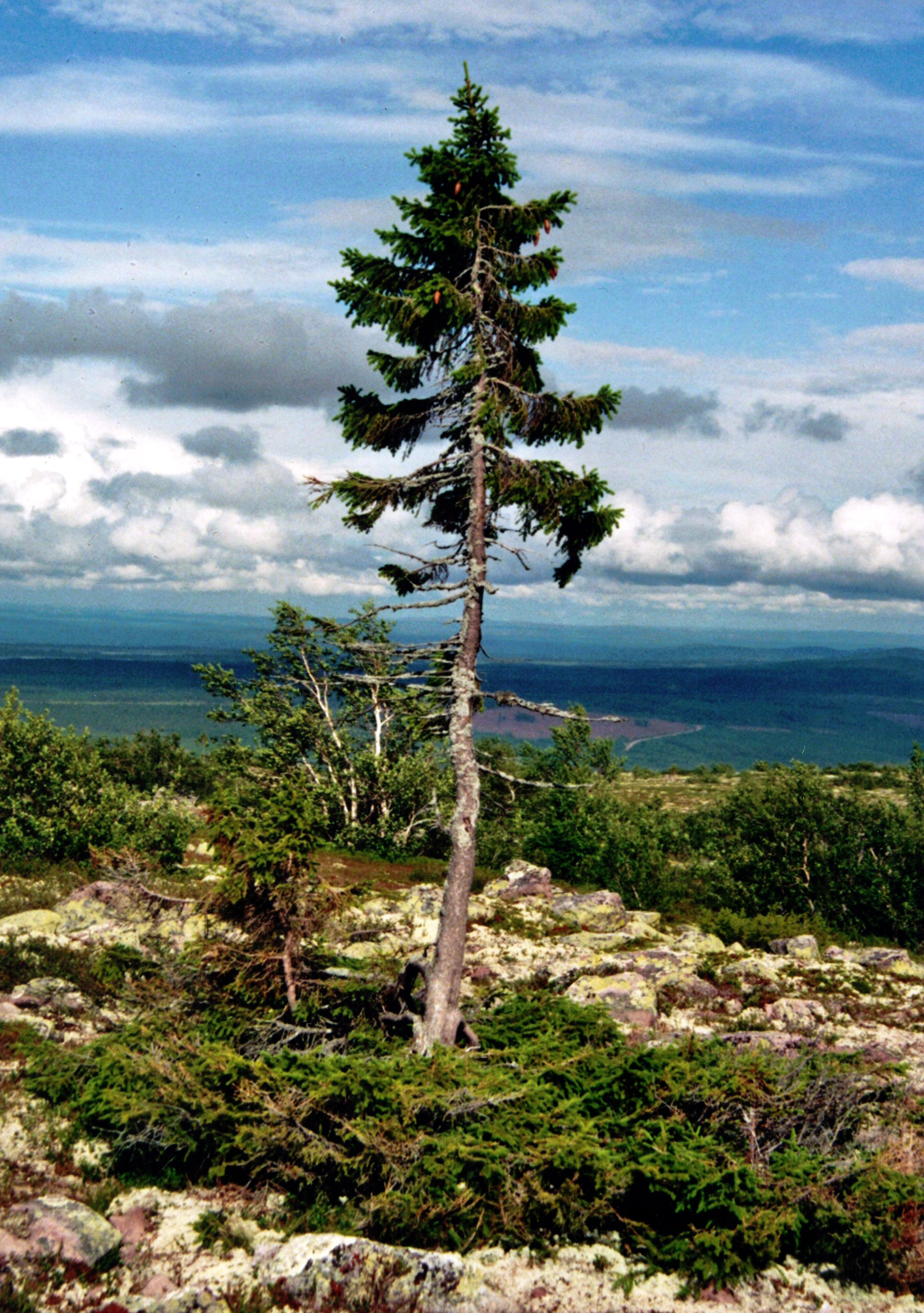
Old Tjikko
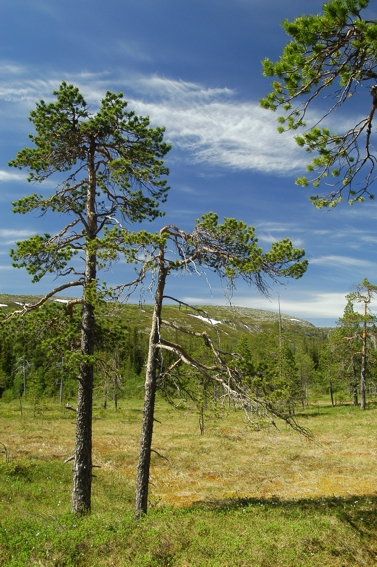